# Валдисото
Валдисо̀то (на италиански: Valdisotto, на западноломбардски: Valdesòt, Валдесот) е и община в Северна Италия, провинция Сондрио, регион Ломбардия. Разположено е на 1141 m надморска височина. Населението на общината е 3508 души (към 2010 г.).
Административен център на общината е село Чепина (Cepina).